# Ланд, Ян Питер Николаис
Ян Питер Николаис Ланд (нидерл. Jan Pieter Nicolaas Land; 23 апреля 1834, Делфт — 30 апреля 1897, Арнем) — нидерландский учёный востоковед, философ и историк музыки, педагог, профессор и ректор Лейденского университета, доктор богословия (1857).

## Биография
Его предки были выходцами из Норвегии. В 1850 году начал изучать философию и теологию в Лейденском университете. Слушал лекции Рейнхарта Дози, Теодора Виллема Йейнболла, Авраама Кюнена, Карела Габриеля Кобета и других.
После получения докторской степени продолжил обучение в библиотеке Лейденского университета и Британском музее в Лондоне.
В 1859 году переехал в Амстердам, где стал секретарём Голландского библейского общества. В 1864 году назначен профессором философии и восточных языков в амстердамском доуниверситетском учебном заведении (Athenaeum Illustre Amsterdam). В мае 1872 года стал членом Королевской Нидерландской академии наук. В сентября 1872 года был назначен профессором логики, метафизики и истории сирийских и семитских языков.
В 1885-1886 годах – ректор Лейденского университета.
Помимо научных исследований, также занимался музыкой. В области музыковедения изучал яванскую и арабскую музыку.
По состоянию здоровья, вследствие инсульта, ушёл в отставку.
Написал «Hebreeuwsche Grammatic» (ч. I., Амстерд., 1869; на англ. языке, Л., 1876), «Over uitspraak en spelling» (Амстерд., 1870), «Correspondance et oeuvres musicales de Constantin Huygens» (вместе с Ионкблутом, Гаага, 1882), «Recherches sur l’histoire de la gamme arabe» (Лейд., 1 8 84), «Het luitboek van Thysius» (Амстерд., 1888), «Over onze Kennis der Javaansche Muziek» (там же, 1891), «Ter gedachtenis van Spinoza» (Лейд., 1877; англ. перевод, Л., 1882), «Inleiding tot de wijsbegeerte» (1889) и др.